# Sven Rydell
Sven Åke Albert Rydell (Göteborg, 14 januari 1905 – aldaar, 4 april 1975) was een Zweeds voetballer. Rydell was tot 4 september 2014 topscorer van het Zweeds voetbalelftal. Het record werd verbroken door Zlatan Ibrahimovic.

## Carrière
Rydell (bijnaam Trollgubben) begon zijn professionele voetbalcarrière bij Holmens IS, waar hij 38 doelpunten maakte in 37 wedstrijden. Hij was een van de eerste Zweden die internationale bekendheid vergaarde. Op 20 juni 1923 maakte Rydell zijn debuut in het Zweeds voetbalelftal, in een oefeninterland tegen Finland. Na slechts 22 seconden passeerde hij al de Finse doelman. In de jaren 30 maakte Rydell furore door zijn scorend vermogen en zorgde hij voor de doorbraak van het voetbal als populaire sport in Zweden. Vier jaar voetballen bij Holmens sloot Rydell af in Parijs, bij het voetbaltoernooi op de Olympische Zomerspelen 1924. Tegen drie opponenten, waaronder het Nederlands en Belgisch olympisch voetbalelftal, maakte hij zes doelpunten, waarvan hij er drie maakte in de met 8-1 gewonnen wedstrijd tegen België. Zweden behaalde uiteindelijk een bronzen medaille. Rydells invloed op het toneel van het interlandvoetbal bleef uiteindelijk beperkt, omdat Zweden in 1934 voor het eerst deelnam aan het toernooi, twee jaar na zijn laatste interland op 1 juli 1932 tegen Noorwegen (1-4). In twee interlands maakte hij vier doelpunten: op 29 juni 1924 maakte hij vier van de vijf doelpunten tegen Egypte, en op 23 augustus 1925 maakte hij er vier tegen Noorwegen (eindstand 7-3). Daarnaast maakte hij zeven hattricks. Rydell verkaste in 1924 naar Örgryte IS, waarmee hij in 1926 een vriendschappelijke wedstrijd won van Aston Villa FC met 5-2. Rydell maakte één doelpunt voor rust en twee doelpunten erna, wat hem lof opleverde vanuit de Zweedse media. Hij bleef de rest van zijn sportcarrière bij Örgryte IS, de club uit zijn geboortestad Göteborg, op een seizoen na, dat hij doorbracht bij Redbergslids. Op 29-jarige leeftijd stopte hij noodgedwongen als professioneel voetballer door een knieblessure.
Rydell won in 1931 de Svenska Dagbladet guldmedalj, een prijs die jaarlijks uitgereikt wordt aan de beste sportprestatie. Nadat hij een einde maakte aan zijn voetbalcarrière begon Rydell als sportjournalist bij de Göteborgs-Tidningen, een krant die tegenwoordig lokaal uitgebracht wordt onder het nationale Expressen, waarbij hij zijn stukken over sportevenementen onderschreef met "dribbelaar". Sven Rydell kreeg in 1942 een dochter, Ewa Margareta, die op de Olympische Zomerspelen van 1960 en 1964 deelnam aan het onderdeel gymnastiek. Rydell overleed op 4 april 1975 op 70-jarige leeftijd in Göteborg.